# باريس-كاممبير 2007
باريس-كاممبير 2007  هو سباق دراجات هوائية، وهو الموسم رقم 68 من السباق، وأقيم في 17 أبريل 2007، وامتدّ لمسافة 205 كيلومتر، وهو أحد سباقات طواف أوروبا للدراجات 2006–07، وهو من نوع سباق يوم واحد.
فاز فيه بالمركز الأول سيباستيان جولي، وبالمركز الثاني Anthony Charteau ‏، وبالمركز الثالث بينوا فوجرينارد.

## التصنيف العام النهائي
| التصنيف العام | التصنيف العام     | التصنيف العام   | التصنيف العام                         | التصنيف العام  |  |
| العداء        | العداء            | البلد           | الفريق                                | الوقت          |  |
| ------------- | ----------------- | --------------- | ------------------------------------- | -------------- |  |
| 1             | سيباستيان جولي    | فرنسا           |                                       |                |  |
| 2             | Anthony Charteau ‏ | فرنسا           | Crédit agricole                       | + 10 ث         |  |
| 3             | بينوا فوجرينارد   | فرنسا           | La Française des jeux                 | + 1 دقيقة 35 ث |  |
| 4             | Tom Stubbe ‏       | بلجيكا          | Chocolade Jacques-Topsport Vlaanderen | + 1 دقيقة 35 ث |  |
| 5             | فلورينت برارد     | فرنسا           | Caisse d'Épargne                      | + 1 دقيقة 35 ث |  |
| 6             | تشارلز غيلبير     | فرنسا           |                                       |                |  |
| 7             | نيكولا جالابير    | فرنسا           | Agritubel                             | + 3 دقيقة 38 ث |  |
| 8             | ستيفان أوجيه      | فرنسا           | كوفيديس                               | + 3 دقيقة 41 ث |  |
| 9             | نيكولاس روش       | جمهورية أيرلندا | Crédit agricole                       | + 3 دقيقة 41 ث |  |
| 10            | لوران بروتشارد    | فرنسا           | Bouygues Telecom                      | + 3 دقيقة 45 ث |  |